# Pema Dönyö Nyinche

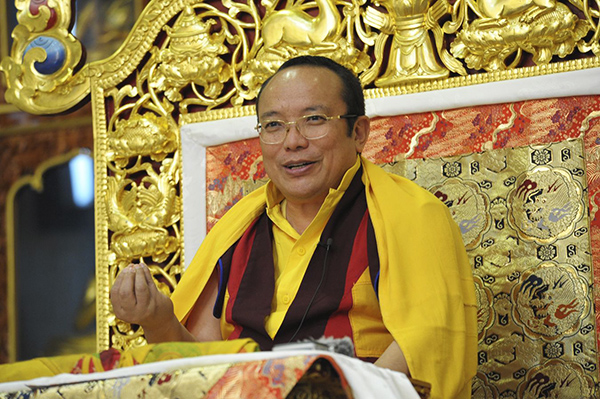
Chamgon Kenting Tai Situ Rinpoche 2015© www.palpung.org – Palpung Web Center

Chamgon Kenting Tai Situ Pema Dönyö Nyinje Wangpo (auch: Pema Donyo Nyinje Wangpo oder Pema Donyo Nyingche; tib.: byams mgon rdo rje 'chang chen po kwan ting ta' yi si tu pad ma don yod nyin byed dbang po བྱམས་མགོན་རྡོ་རྗེ་འཆང་ཆེན་པོ་ཀྭན་ཏིང་ཏཱ་ཡི་སི་ཏུ་པདྨ་དོན་ཡོད་ཉིན་བྱེད་དབང་པོ།; * 1954 in Dêgê) ist der 12. Chamgon Kenting Tai Situ Rinpoche der Karma-Kagyü-Linie des tibetischen Buddhismus und höchster Abt der Palpung-Kongregation.

## Leben

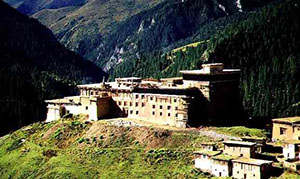
Klösterlicher Sitz Palpung Thubten Chökhor Ling in Derge, Tibet

Pema Dönyö Nyinje wurde im Alter von achtzehn Monaten im Kloster Palpung in Derge vom 16. Gyalwang Karmapa als der 12. Chamgon Kenting Tai Situ Rinpoche inthronisiert. Vom Dalai Lama erhielt er im Palpung Kloster die Zuflucht. Im Alter von fünf Jahren wurde er nach Tshurphu gebracht.
Aufgrund der politischen Lage in Tibet flüchtete er 1959 zunächst nach Bhutan und reiste später nach Sikkim, wo er im Kloster Rumtek vom 16. Karmapa bis 1975 die vollständige Übertragung der gesamten Linie erhielt. Im Alter von zweiundzwanzig Jahren gründete er das Kloster Palpung Sherab Ling in Himachal Pradesh, als seinen Hauptsitz im Exil. 2000 wurden in einem eigenen Tempel Reliquien des 8. Chamgon Kenting Tai Situ Rinpoches beherbergt.

## Aktivitäten

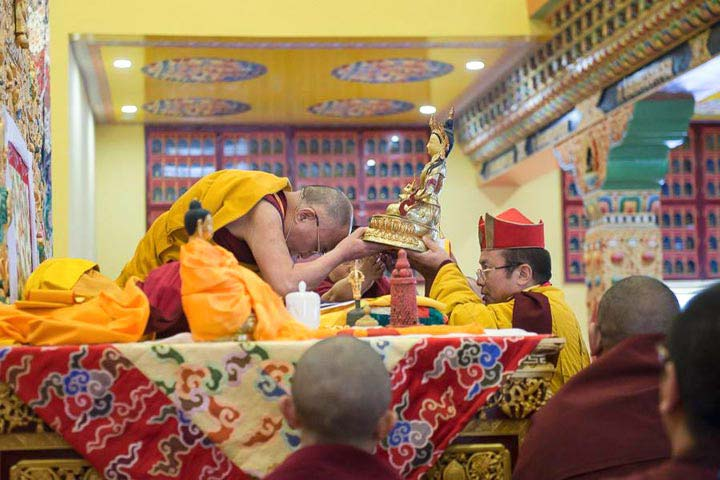
Historischer Besuch S. H. Dalai Lamas in Palpung Sherab Ling, 11. und 12. Mai 2015, Chamgon Kenting Tai Situ Rinpoche bringt S. H. eine Langlebenseinweihung dar.

Als buddhistischer Meister begab sich der 12. Chamgon Kenting Tai Situ Rinpoche auf Bitte von internationalen Schülern auf mehrere große Lehrreisen, während derer er Unterweisungen und Ermächtigungen erteilte. 1981 beging er seine erste Europareise und 1982 besuchte er Amerika. Die dabei gegebenen Unterweisungen wurden in bisher neun englischsprachigen Büchern publiziert. Weitere Bücherpublikationen folgten im neuen Millennium. 1989 begab sich der 12. Chamgon Kenting Tai Situ Rinpoche auf die „Pilgrimage for Active Peace“, eine Pilgerreise für den Weltfrieden, deren 25-jähriges Jubiläum 2015 in einer zweitägigen Friedenskonklave in Palpung Sherab Ling zelebriert wurde, zu der Vertreter vieler verschiedener Weltreligionen eingeladen waren.
Zusammen mit dem 12. Goshir Gyaltshab Rinpoche Rinpoche und dem 3. Jamgon Kongtrul Rinpoche anerkannte er Orgyen Thrinle Dorje als 17. Gyalwang Karmapa und inthronisierte ihn 1992 im Kloster Tshurphu. Der 12. Tai Situpa ist der Wurzelguru des 17. Gyalwang Karmapas.
Am 21. Februar 2015 eröffnete Chamgon Kenting Tai Situ Rinpoche die neu errichtete Shedra, buddhistische Universität für höhere Studien, Palpung Lungrig Jampal Ling, in Palpung Sherab Ling feierlich eröffnet. Am 11. und 12. März 2015 besuchte S. H. Dalai Lama Palpung Sherab Ling unter Anwesenheit von Jamgon Konrul Rinpoche, Khenchen Thrangu Rinpoche und Repräsentanten aller Karma Kagyu Klöster aus Indien, Nepal und Bhutan, Repräsentanten von S. H. Sakya Trizin, S. H. Drikung Kyabgon, S. E. Gyaltshab Rinpoche, um die Fertigstellung von Palpung Sherab Ling als mit genau den gleichen Einrichtungen, die der Sitz in Tibet hatte, die Zehn Arten von Wissen, Kloster, Universität, Marpa Kagyu Driejahresklausurhäuser für Mönche und Nonnen, ein Shangpa Kagyu Klausurhaus, Reliquientempel zu inaugurieren und mit einer zweitägigen Unterweisung zu krönen.

## Deutsche Bücher
- Letztendlich vollkommen sein. Palpung Europe, 2014, ISBN 978-3-200-03462-4.
- Grundlage, Pfad und Ergebnis. Palpung Europe, 2015, ISBN 978-3-200-03983-4.
- Gampopas Grundlegende Unterweisungen. Palpung Europe, 2017, ISBN 978-3-9504429-0-8.
- Lobpreisungen und Huldigungen der 21 Taras. Palpung Europe, 2017, ISBN 978-3-9504429-2-2.
- Den Pfad bereisen. Palpung Europe, 2017, ISBN 978-3-9504429-1-5.
- Tilopa – Einblicke in sein Leben. Palpung Europe, 2017, ISBN 978-3-9504429-3-9.

## Englische Bücher
- Relative World, Ultimate Mind. Shambhala Publications, 1992, ISBN 978-0-87773-629-5.
- Ground, Path and Fruition. Zhyisil Chokyi Ghatsal Trust, 2005, ISBN 978-1-877294-35-8.
- The Aspiration Prayer of Mahamudra. Zhyisil Chokyi Ghatsal Trust, 2003, ISBN 1-877294-20-9.
- Way to go. Sowing the Seed of Buddha. 1985, ISBN 0-906181-04-6.
- Mahamudra Teachings. Zhyisil Chokyi Ghatsal Trust, 2001, ISBN 1-877294-05-5.
- Praises and Prostrations to the Twenty-one Taras. Zhyisil Chokyi Ghatsal Trust, 2009, ISBN 978-1-877294-44-0.
- Nectar of Dharma: The Sacred Advice. Zhyisil Chokyi Ghatsal Trust, 2008, ISBN 1-877294-41-1 (Volume One), ISBN 1-877294-42-X (Volume Two), ISBN 1-877294-43-8 (Volume Three)